# 贝丽特·克里斯滕森
贝丽特·克里斯滕森（丹麥語：Berit Kristensen，1983年8月2日—），丹麦女子手球运动员。她曾代表丹麦国家队参加2012年夏季奥林匹克运动会女子手球比赛，结果获得第九名。